# Lobung
Lobung is een bestuurslaag in het regentschap Mandailing Natal van de provincie Noord-Sumatra, Indonesië. Lobung telt 569 inwoners (volkstelling 2010).